# Facultad de Medicina (UNNE)
La Facultad de Medicina (FM) es una de las once facultades que componen la Universidad Nacional del Nordeste (UNNE), ubicada en la ciudad de Corrientes, Argentina.

## Historia
El primer antecedente de la creación de la Facultad de Medicina, de la Universidad Nacional del Nordeste (UNNE), es la Escuela de Medicina creada el 5 de marzo de 1953 (72 años) por Resolución Nº79 del Rectorado de la Universidad Nacional del Litoral, ad referendum del Consejo Universitario, que la confirmó por Resolución N.º 234 del 24 de marzo del mismo año, como dependiente de la Facultad de Ciencias Médicas, Farmacia y Ramos Menores.
El 14 de diciembre de 1956, el Poder Ejecutivo Nacional dicta el Decreto-Ley N.º 22299, creando la Universidad Nacional del Nordeste, expresando en el artículo 3º: «esta Universidad gozará del régimen jurídico de autonomía establecido para las Universidades Nacionales por los Decretos-Leyes Nº 6403/55 y 10775/56»; y en el artículo 6º establece que la UNNE se crea sobre la base de los organismos universitarios existentes en Corrientes. De esa manera la Escuela de Medicina pasa a depender de la UNNE.
La elección de las autoridades de las distintas Facultades e Institutos de la UNNE posibilita el funcionamiento de la Asamblea Universitaria y posteriormente del Consejo Superior, que obtiene, con fecha 12 de agosto de 1960, la sanción del Estatuto de la UNNE, y de esta forma la Escuela de Medicina adquiriere jerarquía académica de Facultad, elevando su rango a Facultad de Medicina.

## Carreras
Medicina fue la primera carrera dictada en la Facultad de Medicina, y fue la única durante años.

### Carreras de grado
- Medicina:
  - Título de Grado: Médico (6 años)
- Licenciatura en Enfermería:
  - Título de Pregrado: Enfermero (3 años)
  - Título de Grado: Licenciado en Enfermería (5 años)
- Licenciatura en Kinesiología y Fisiatría:
  - Título de Grado: Licenciado en Kinesiología y Fisiatría (5 años)

### Carreras de Posgrado
- Especialización en Infectología. Para Médicos/as.[2]
- Maestría en Medicina Tropical e Higiene. Dirigido a: Médicos, Bioquímicos, Biólogos, Kinesiólogos,Odontólogos, Enfermeros, .[3]
- Especialización en Enfermería Cardiológica. Para Lic. en Enfermería.[4]

## Sedes
En la actualidad dispone de los pabellones con entrada por la calle Mariano Moreno 1240, de la ciudad de Corrientes, para el desarrollo de la actividad directiva y administrativa, y en el mismo edificio se dictan clases en las aulas que fueron dotadas progresivamente de las comodidades acordes con la demanda. Funcionan además: la Biblioteca General, el Instituto de Investigaciones Biofarmacológicas, así como parte del Bioterio que provee de material de experimentación. Asimismo es sede de las carreras de Enfermería Universitaria y de Kinesiología, donde varias cátedras desarrollan sus programas, sobre todo del Ciclo Básico y Preclínico.
Además, la actividad académica está distribuida entre el edificio de la calle Sargento Cabral 2001, y los Servicios Hospitalarios de las ciudades de Corrientes y Resistencia. En esta ciudad se encuentra el Hospital Dr. Julio C. Perrando, de complejidad Nivel 8, donde se encuentra el Servicio de Kinesiología, lugar donde los alumnos de esa carrera realizan las clases prácticas con docentes que allí trabajan.
Se debe destacar las actividades docentes de pregrado y posgrado que se llevan adelante en el Hospital Escuela José de San Martín. También en el Hospital de Salud Mental "San Francisco de Asís", los alumnos de las tres carreras (Medicina, Kinesiología, Enfermería) desarrollan prácticas y actividades supervisados por los docentes de las respectivas cátedras. 
El Edificio Sargento Cabral, constituye un edificio histórico, donde pueden encontrarse las sedes de las materias: Introducción a las Ciencias Médicas, Anatomía Humana I y II, Histología I y II, Microbiología, Anatomía Patológica, Anatomía de la Carrera de Enfermería, Anatomía Funcional de la Carrera de Kinesiología y el Centro de Laparoscopía y Endoscopía.

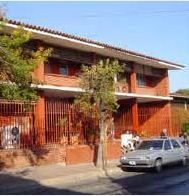
Acceso a la Facultad, por calle M. Moreno 1240, ciudad de Corrientes.
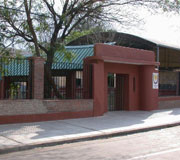
Fachada del edificio Sargento Cabral, por calle Sgto. Cabral 2001, ciudad de Corrientes.
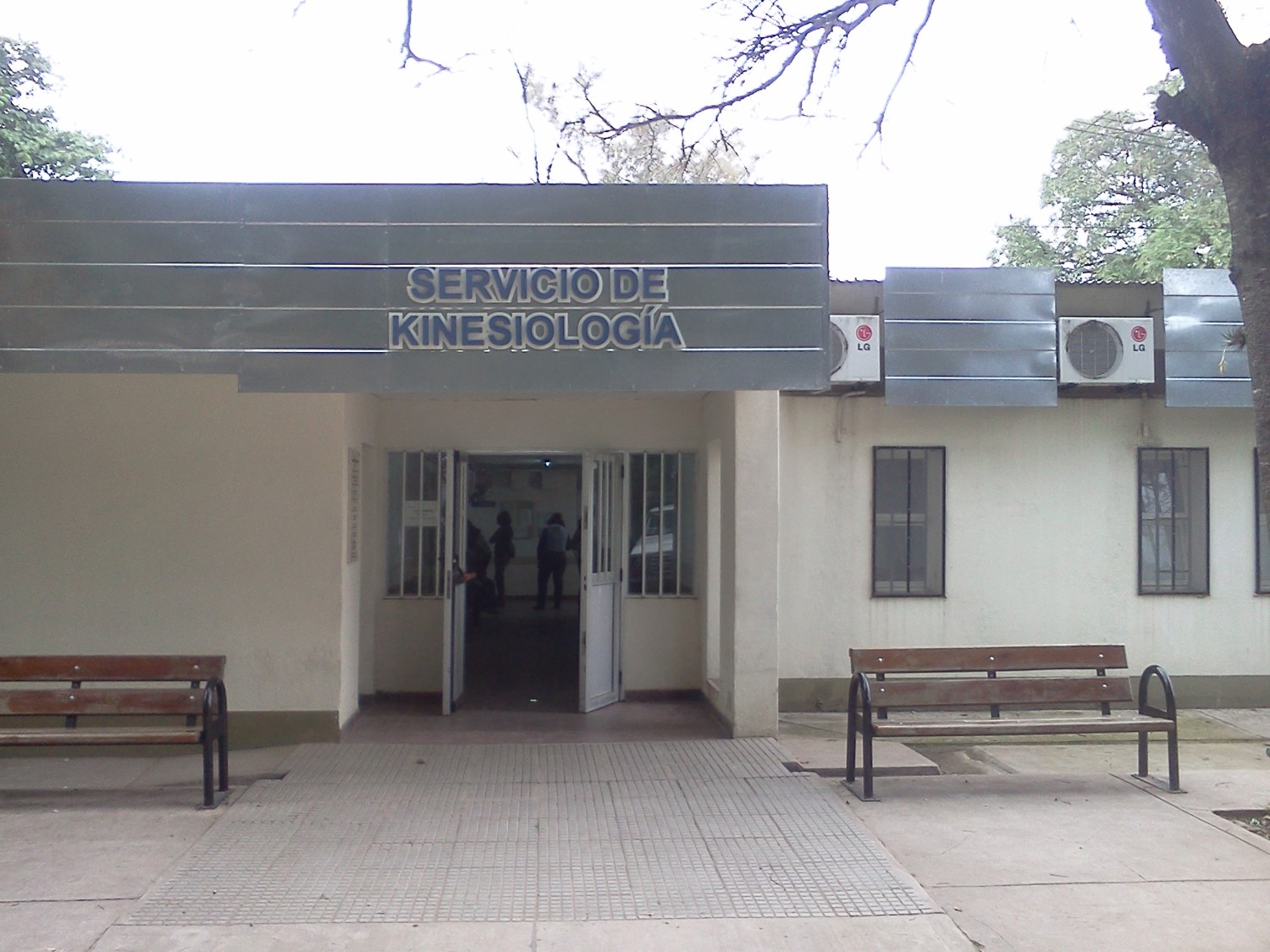
Acceso al Servicio de Kinesiología, del Hospital Perrando, ciudad de Resistencia.
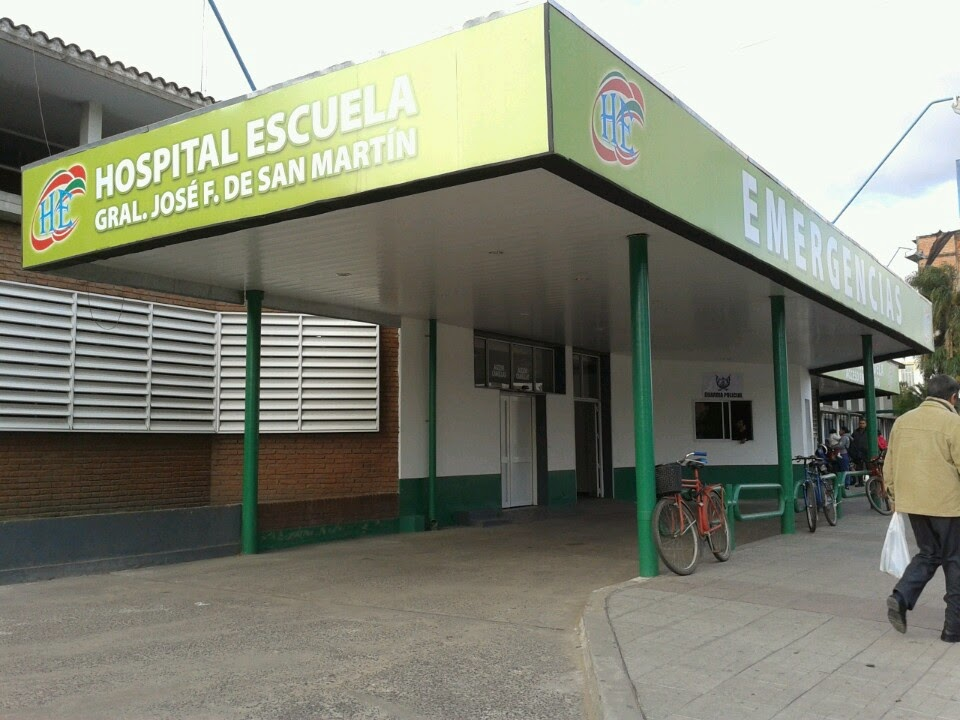
Htal. Esc. “José Francisco de San Martín”, acceso de Emergencias, por Av. 3 de Abril Nº 1200-1250. Acceso principal por calle Rivadavia 1250.

## Institutos de Investigación
Dependiendo de la Facultad de Medicina se encuentran funcionando dos Institutos: Centro Nacional de Parasitología y Enfermedades Tropicales (CENPETROP) y el Instituto de Investigaciones Biofarmacológicas (INBIFAR). También vale destacar, el Servicio Universitario de Kinesiología (SUK).
- Centro Regional de Farmacovigilancia de la UNNE (CRF-UNNE): la Cátedra de Farmacología de la Facultad de Medicina de la UNNE se ha constituido en un nodo Regional del Sistema para el Nordeste Argentino desde fines del año 1995, siendo premiado en el año 2009 por la ANMAT como el principal centro notificador durante los 15 años del SNFVG. Desde hace 24 años el CRF-UNNE realiza estudios de Seguridad Asociado al Uso de medicamentos cuando estos son consumidos masivamente por la población.
- Centro Universitario de Investigaciones en Farmacología Clínica (CUIFC): creado en el 2013, apoya, promueve y estimula las investigaciones en Farmacología Clínica que se realizan en el ámbito de la Facultad de Medicina. Su objetivo fundacional es promover, sirviendo al interés general, la utilización efectiva y eficiente de los medios terapéuticos y el uso racional de los medicamentos.

La facultad además cuenta con los siguientes comités:
- Comité de Bioética en Ciencias de la Salud: fue creado en el año 2006 por iniciativa del Prof. Dr. Joaquín García. Tiene una composición multidisplicinar: médicos, abogados, bioquímicos, enfermeros, biólogos, psicólogos representantes de la comunidad y estudiantes de medicina. Evalúa trabajos de investigación observacionales y ensayos clínicos. Dicta permanentemente cursos de Buenas Prácticas Clínicas en Educación. Funciona en la sede Moreno 1240.
- Gabinete de Simulación: cuenta con 40 consultorios con cámaras y micrófonos en cada uno, unidos a una central de monitoreo, en la que quedan grabados los videos de la simulación hecha por los alumnos. Además, cada consultorio posee dos ambientes separados por un vidrio de visión unilateral (tipo cámara Gesell), donde el docente observa, escucha y puede llegar a hablar por micrófono al alumno que se encuentra dentro del consultorio. Estos gabinetes permiten realizar prácticas reales en pacientes simulados para así adquirir la destreza necesaria en los diferentes procedimientos. El Gabinete permite simular una sala de terapia intensiva, sala de emergencia, sala de internación, sala de partos, un quirófano, y reproducir parte de un ambiente quirúrgico como ser la sala de lavado de manos, sala de instrumental y otros espacios comunes en un centro de salud.

|                          |
| Realizando HPM con bolsa |

|                     |
| Semiología de tórax |

|               |
| HPM con bolsa |

|                       |
| Auscultación de tórax |

|                               |
| HMP con bolsa de resucitación |

|                           |
| Simulación cardiovascular |

|                            |
| Fases de Simulación Médica |

|                           |
| Simulación cardiovascular |

## Observatorio de Salud Pública
El objetivo del Observatorio es el de transformar la información en conocimiento y el conocimiento en acción, construir puentes entre la investigación, la interpretación y análisis de los datos y el desarrollo de las políticas sanitarias. Se construye como Centro Regional de base virtual, orientado en la visión de la salud en todas las Políticas. El principal propósito del OSP es el de desarrollar un espacio de pensamiento estratégico, dentro de la Facultad de Medicina de la Universidad Nacional del Nordeste, capaz de generar conocimientos y evidencia para el desarrollo de políticas de salud que contribuyan a disminuir las brechas de inequidad y desigualdad en salud que aún persisten en los sistemas de salud de la región.
Dentro de las brechas de inequidad que se pretende acortar es la de género. Las principales Funciones del Observatorio Incluyen la vigilancia, monitoreo, análisis, capacitación, asesoría y desarrollo de reportes y comunicación desde el marco: “salud en todas las políticas” y “salud pública”. La acción del observatorio se realiza a través de la recopilación de información clave sobre la salud de la población, el cruzamiento y análisis de la información y los sistemas de salud que es considerada prioritaria. Esa información se procesa, analiza, interpreta y reporta en forma oportuna – incluyendo la descripción, conclusiones y recomendaciones para la acción – a aquellos responsables de las políticas de salud pública y de la acción.
Su visión de mediano plazo es convertirse en un Instituto Universitario de Salud Pública, capaz de desarrollar capacidades de articulación política, investigación y producción de tecnología en salud, capacidad pedagógica y docente en la formación de gestores, administradores de servicios y sistemas de salud y formación de líderes de salud, generando redes de cooperación técnica a fin de superar el aislamiento del claustro universitario y acercarlo al ámbito de la toma de decisiones en salud pública.

## Centro de Laparoscopía
El Centro de Entrenamiento e Investigación en Cirugía Laparoscópica y Mini Invasiva, de la Facultad de Medicina de la Universidad Nacional del Nordeste (CENCIL), fue inaugurado el 12 de diciembre de 1998 por Resolución de su Consejo Directivo N.º 508/99 -C.D. en la ciudad de Corrientes, Argentina.
Su posición geográfica, en el Nordeste del país abarca como zona de influencia a las provincias de Corrientes, Chaco, Formosa, Misiones y Entre Ríos, lo que significa más de 4 millones de habitantes. Además es frontera con Brasil, Paraguay y Uruguay.
Desde su creación hasta la fecha ha entrenado en distintas áreas de la cirugía laparoscópica a 4.108 colegas de toda Iberoamérica mediante Cursos “hands on” basados, principalmente, en la práctica en animales.
CENCIL ha tenido un crecimiento continuo y año tras año mejora su infraestructura, aumenta la capacidad de enseñanza y se proyecta todavía más, como un Centro de referencia en toda Latinoamérica.
Infraestructura dispone de:
- Auditorio para 60 personas.
- Un quirófano con capacidad para 14 mesas de cirugía en animales
- Comedor
- Vestuarios
- Salón de informática
- Wi-fi en todo el edificio
- Biblioteca
- Transmisión de cirugías en vivo desde el Hospital Escuela "José de San Martín" y Centro Médico S.A.

### Unidad de Soporte Nutricional y Metabolismo
La Unidad de Soporte Nutricional y Metabolismo (USNM) fue creada mediante una resolución del Consejo Directivo en 1999. Desarrolla actividades de Docencia, de Investigación y Médico-Asistenciales. En su laboratorio la USNM cuenta con un equipamiento sofisticado que le permite realizar una compleja la gama de estudios no invasivos tales como el monitoreo metabólico mediante calorimetría indirecta, es decir, la determinación del gasto calórico en pacientes con/sin asistencia nutricional, tanto adultos como pediátricos, y pruebas de ejercicios cardiorrespiratorios (CPX) tanto en pacientes con dolencias cardiopulmonares (internados o ambulatorios) como en sujetos sanos entrenados, inclusive deportistas de alto rendimiento.

## Campus Virtual Medicina (CVM)

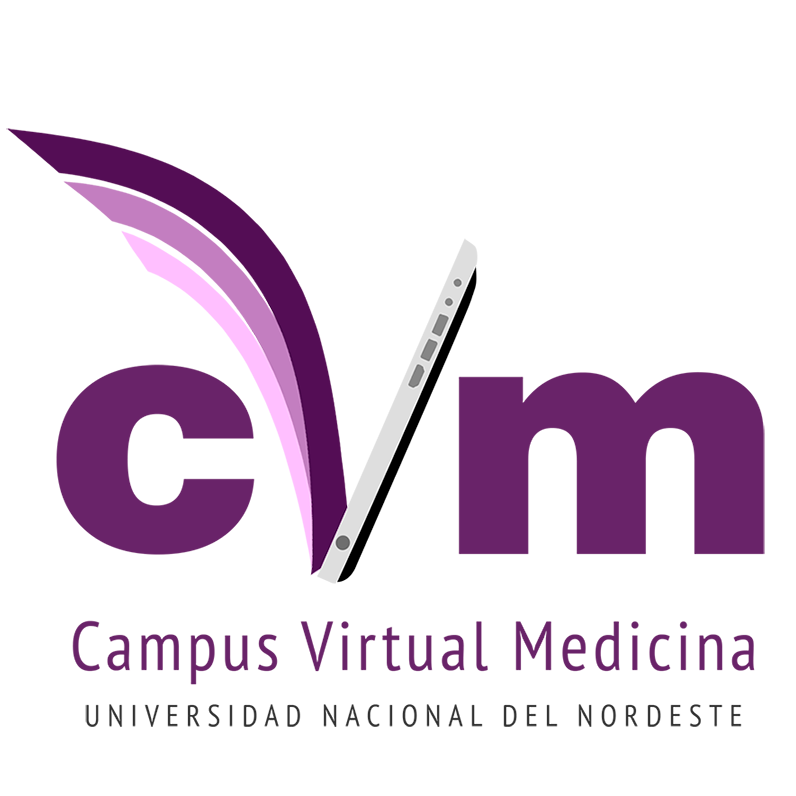
La presente es una imagen del logo que identifica al Campus Virtual de Medicina.

El campus virtual (CV) es una plataforma en línea de educación realizada y brindada por instituciones académicas. También es un recuso que puede ser utilizada por otras instituciones no educativas para el ofrecimiento de curso de diversos temas.  
El objetivo principal del CV es ofrecer material didáctico a los estudiantes para que de manera no presencial puedan desarrollar los conocimientos sobre determinados temas. Además permite al profesor adquirir y evaluar en forma permanente el desarrollo y desempeño de los alumnos que cursan las diferentes carreras y otras actividades de capacitación.  
El CVM fue creado en el año 2011. Actualmente cuenta con aulas donde se desarrollan actividades de asignaturas de Grado y Postgrado, tanto de formación en cada disciplina relacionada la facultad como en docencia universitaria.
Entre las actividades de posgrado se encuentra la ((Diplomatura superior en Acupuntura)), con su aula virtual dentro del CVM, creada según ((resolución 1087/18)). La misma representa un avance extraordinario de las entidades públicas, en reconocimiento a las medicinas tradicionales y en apoyo a las directivas de la OMS, con respecto a las mismas. Esta diplomatura está orientada a la formación de los egresados en Medicina y en Kinesiología y Fisiatría, según avala la ((Resolución 859/2008-MS - SALUD PÚBLICA - Reconocimiento de la Acupuntura)) 
En cuanto a las actividades de capacitación, el equipo de gestión del CVM de la UNNE sostiene la necesidad de ofrecer espacios formativos tendientes a generar la reflexión y el debate en torno a las demandas pedagógicas de los Entornos Virtuales de Aprendizaje (EVA) y fomentar habilidades de adecuación de los materiales curriculares para éstos, dado que numerosos estudios muestran que la incorporación de estas tecnologías por sí solas no garantizan mejores procesos de aprendizajes. Por ello, el CVM se encuentra dictando el curso de capacitación "Diseños y Gestión de aulas virtuales", el cual cuenta con tres niveles, los cuales son de modos autoadministrados, es decir, de recorrido libre y autorregulado por el tiempo de duración del curso. La duración de dichos cursos son de cuatro semanas y tienen diversas ofertas dependiendo el público que lo curso. Se trabaja los contenidos a partir de Clases Multimediales (materiales didácticos, videoclases, tutoriales) adecuadas a la modalidad, con instancias de prácticas interactivas in situ sobre materiales curriculares reales seleccionados por los propios docentes y provenientes de sus asignaturas. La estrategia didáctica que predominará a lo largo de las cuatro semanas es la de “taller”, en la que se integrarán aspectos teóricos y prácticos de los contenidos como aspectos inseparables para la gestión de los entornos virtuales de aprendizaje.
Los destinatarios de esta propuesta son profesionales tanto del área de la medicina como ajenos a la misma, de esta manera, se encuentran desarrollando cursos de formación que también apuntan al crecimiento y adquisición de diferentes herramientas sujetos propios de las ciencias de la educación.
La capacitación en cursos de "Diseño y Gestión de aulas virtuales" es una herramienta de inclusión para todas aquellas personas que quieran desempeñarse en el ámbito de la docencia, sin restricciones de edad ni carreras propiamente dichas, se busca la actualización en los materiales didácticos y el correcto desempeño del personal para incentivar el interés de sus alumnos en su debida asignatura, actualmente la carrera de medicina es partícipe de estas herramientas de aprendizaje virtuales en la mayoría de sus asignaturas, realizando principalmente trabajos en la modalidad del aula invertida, por lo tanto, es importante suministrar este tipo de capacitaciones.